# Televerket

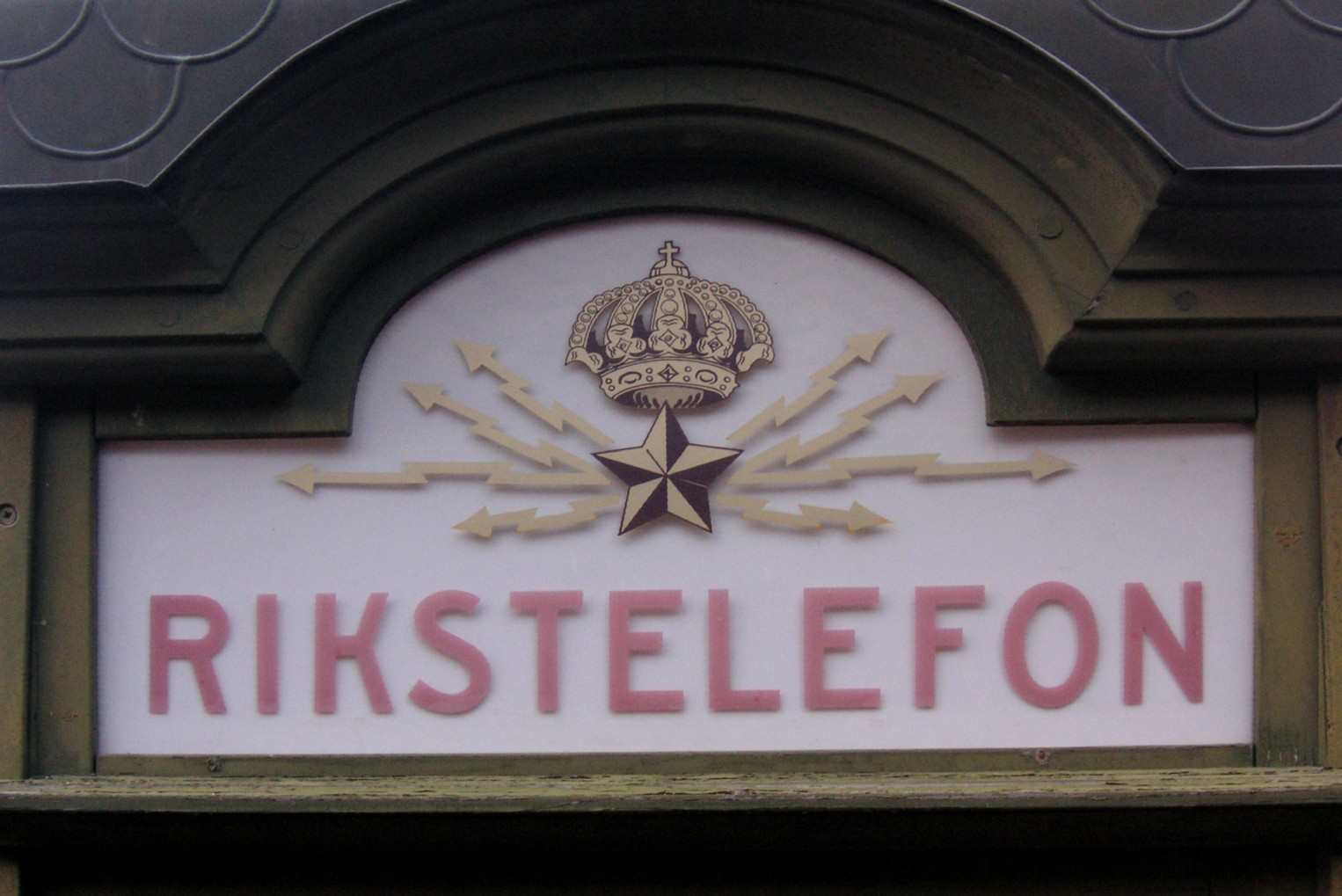
Fönster "Rikstelefon" i gamla telefonkiosken.

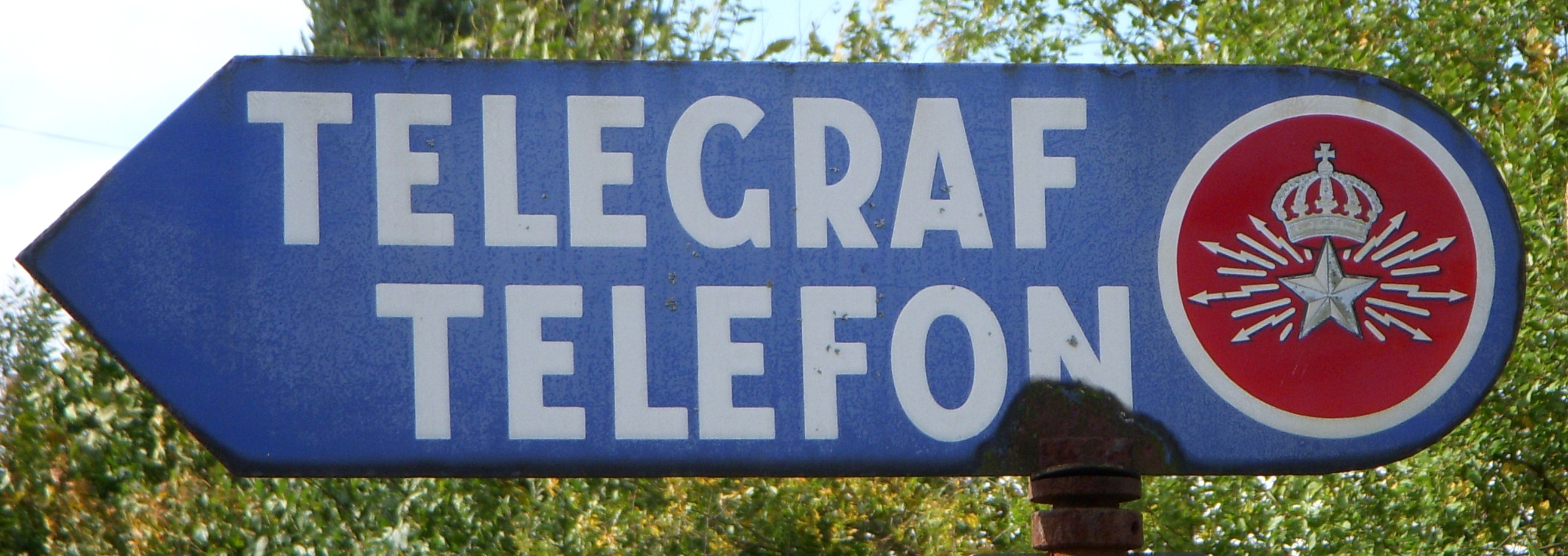
En vanlig syn förr i tiden.

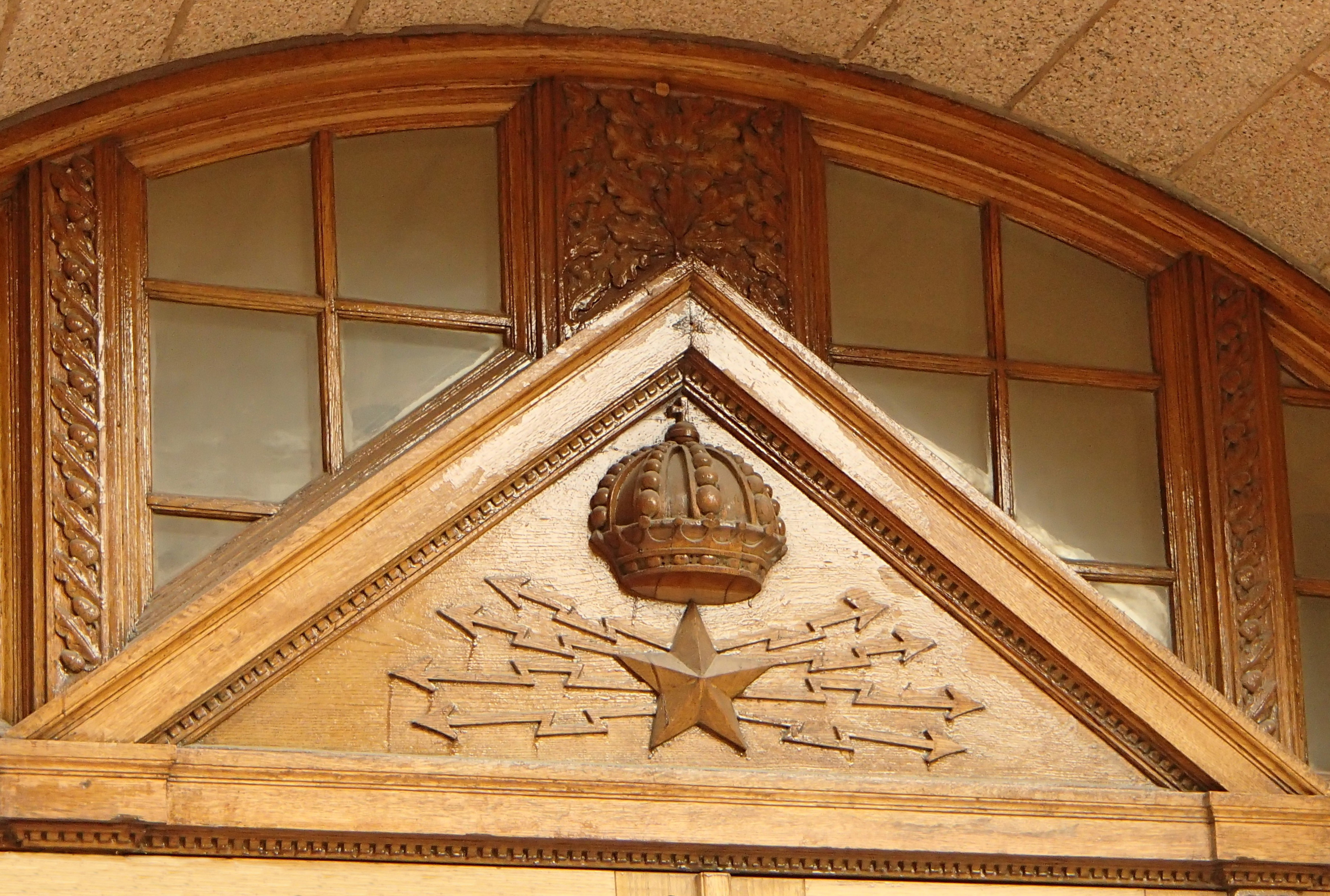
Fasaden på Televerkets hus i Östersund.

Televerket var fram till 1 juli 1993 ett verk som ägde och drev Sveriges telenät, TV-nät och mobila nät. Det grundades genom regeringsbeslut i februari 1853. Redan från starten var verket både en myndighet och ett affärsdrivande verk (ett statligt företag med inkomster och egen verksamhet). Från 1920-talet fram till 1993 hade verket de facto ett monopol på telefoni i hela Sverige, även om något monopol i strikt lagteknisk mening aldrig existerade.
Verket grundades som Kongl. Elecktriska Telegraf-Werket. Namnet förenklades 1871 till Kongl. Telegrafverket och 1903 ändrades stavningen till Kungl. Telegrafverket. Under 1946 togs "Kungl." bort och till hundraårsjubileet 1953 kortades namnet till Televerket.

## Historia

### Telegrafverkets administrativa ledning
Telegrafverket var ett statligt verk som lydde under civildepartementet och som hade till uppgift att ombesörja befordringen av telegram och förmedla utväxlingen av telefonsamtal. Telegrafverket räknar sin tillkomst från 1853, då telegramtrafiken tog sin början på den första i Sverige byggda elektriska telegrafledningen mellan Stockholm och Uppsala. I början av 1880-talet infördes telefonen och därmed ökades verkets arbetsområde avsevärt.
På 1890-talet inköpte telegrafverket så gott som alla de då befintliga enskilda näten och anslöt dem till rikstelefonnätet. Högsta ledningen över telegrafverket utövades enligt instruktion av 11 oktober 1907 av Telegrafstyrelsen med en generaldirektör som chef. Styrelsen bestod av fyra byråer – administrativa byrån, linjebyrån, trafikbyrån och radiobyrån – som skulle ha hand om K. M:ts och riksdagens löpande kontroll över telegrafverkets förvaltning och vara speciella sakkunniga i frågor rörande telegraf- och telefondriftens ekonomi. Sverige delades upp i sju distrikt för driften av landets telegraf- och telefonnät, nämligen Malmö (I), Göteborg (II), Norrköping (III), Stockholm (IV), Gävle (V), Sundsvall (VI) och Luleå (VII).

### Telegraftiden
Sedan den elektriska telegrafin uppfunnits uppdrogs åt chefen för den optiska telegrafen, generalmajor Carl Fredrik Akrell, att planera ett elektriskt telegrafinät i Sverige. Planen innebar att man skulle börja med linjen Stockholm-Uppsala och därifrån fortsätta till Göteborg och Helsingborg. Arbetet började i Märsta mars 1853 och telegrafförbindelsen Stockholm-Uppsala öppnades för allmän trafik 1 november 1853.
Verksamheten uppdrogs åt ett affärsdrivande verk, Kongl. Electriska Telegraf-Werket. Nätet byggdes snabbt ut och redan 1855 fick Sverige telegrafförbindelse med kontinenten genom en kabel via Öresund. 1857 utsträcktes telegrafnätet till Haparanda och 1859 fick Gotland förbindelse via en kabel mellan Klintehamn och Västervik.
År 1866 blev ett viktigt år för telekommunikationerna, då S/S Great Eastern lyckades förena Europa och Amerika med en telegrafkabel. 1874 infördes ett nytt telegrafsystem i Sverige, det så kallade Wheatstonesystemet, med maskindrivna telegraferingsapparater som gav snabbare utväxling av trafiken.

### Telenätens framväxt
År 1877, året efter att Alexander Graham Bell lämnat in sin patentansökan, kom den första telefonen av hans fabrikat till Sverige. Redan tidigare samma år hade Hakon Brunius i Jönköping, på grundval av hans patentbeskrivning, tillverkat kopior och satt upp ett fungerade telefonnät i staden.
Telegrafverket gjorde 1877 en utredning om telefonens användning. Bland annat på grund av det faktum att mikrofonens räckvidd på den här tiden var högst 50 kilometer gjorde man då bedömningen att telefonapparaterna inte hade någon praktisk funktion på det svenska telegrafnätet. Man kom dock snart att bli tvungen att ändra sig.
Landets första telefonstation öppnades i september 1880 av Stockholms Bell Telefonaktiebolag med omkring 100 abonnenter. År 1881 öppnade Telegrafverket en telefonstation i Stockholm för departementen och ämbetsverken. 1883 bildades Stockholms Allmänna Telefon AB. Även i många andra städer tillkom på privat initiativ lokala telefonnät. Telegrafverkets första lokalnät för allmänheten öppnades 1882 i Härnösand. Samma år tillkom ett telefonnät i Uddevalla och 1883 fick Halmstad ett eget telefonnät.
År 1883 köpte Telegrafverket upp Bellbolagets telefonnät i Malmö, samtidigt som verket anlade ett telefonnät i Lund, och de båda näten bands samman med dubbelledningar, ett sätt att öka signalens räckvidd. Året därpå löstes telefonnäten i Landskrona in och nya nät anlades i Eslöv och Trelleborg. 1885–1888 tillkom ett omfattande nät i Bohuslän och telefonstationer i Helsingborg och Umeå.

### Mot ett rikstäckande nät - Rikstelefon

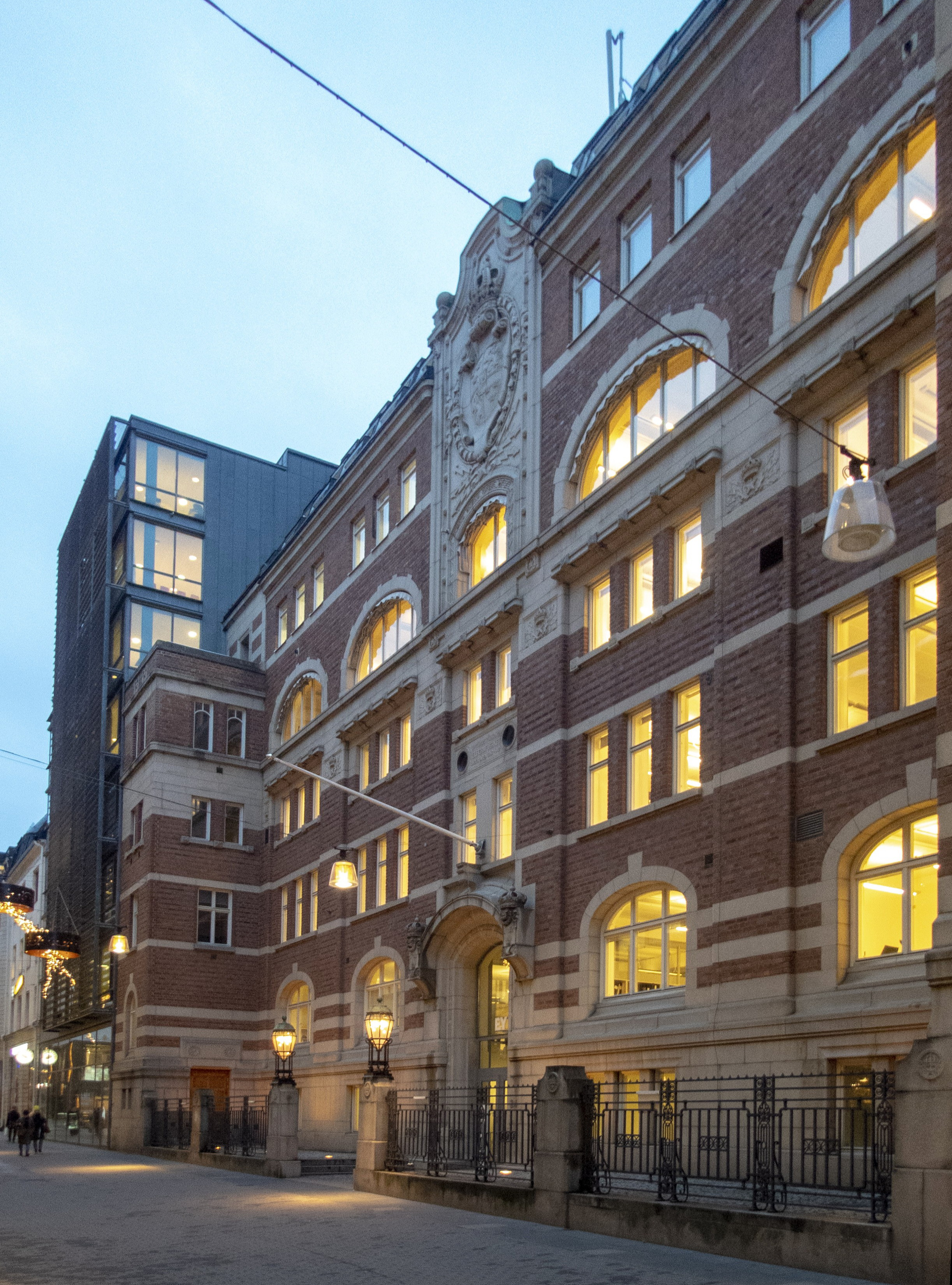
Televerkets hus i kvarteret Jericho på Jakobsbergsgatan 24 i Stockholm uppfördes 1910–1912 för Kungl. Telegrafverket.

År 1888 ansökte Stockholms Allmänna Telefon AB (SAT) om tillstånd av regeringen att få bygga tre s.k. stamnät från Stockholm till Sundsvall, Malmö och Göteborg. Ansökan gick på remiss till Telegrafverket, som yrkade avslag med motiveringen att det skulle vara bättre för allmänheten om Telegrafverket hade ansvar för dem; verket meddelade också att det kunde bygga dem. Denna rekommendation från Telegrafverket ledde till att regeringen gav verket ensamrätt att bygga ledningarna, och fem år senare var de klara.
Monopolet på interurbanledningar ledde till att Telegrafverket lanserade varumärket Rikstelefon.

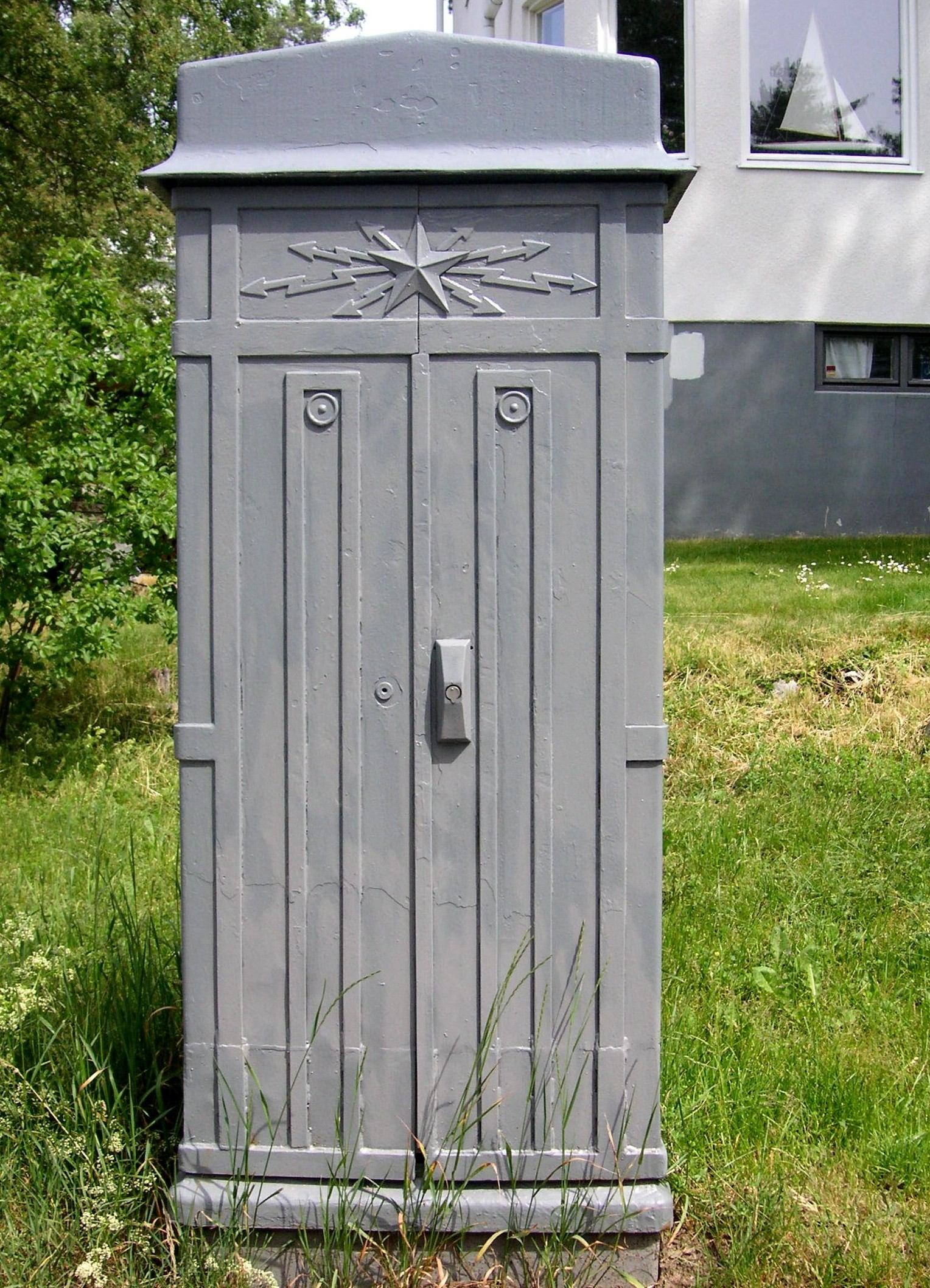
Ett kopplingsskåp, centralskåp, från 1930-talet i Södra Ängby.

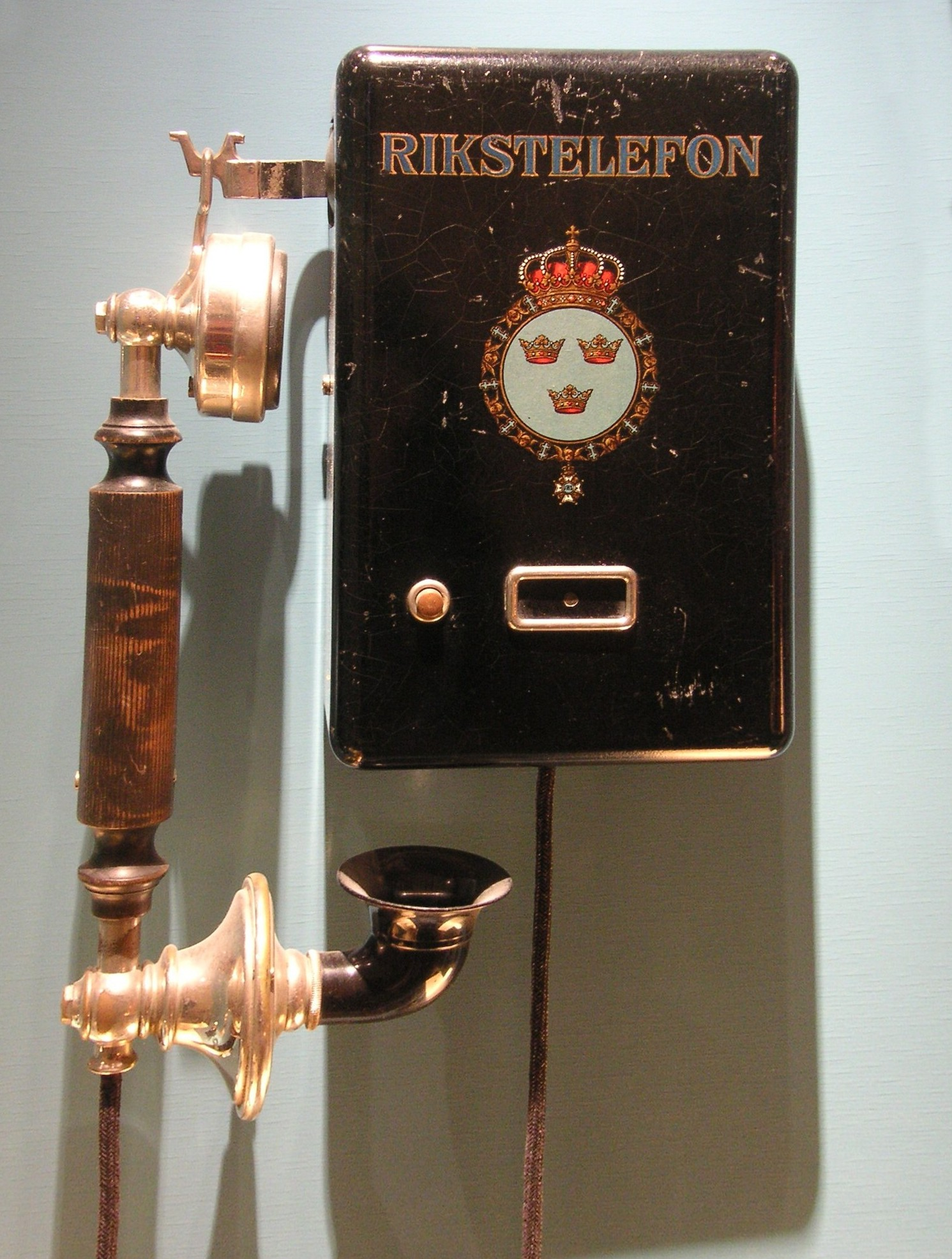
Rikstelefon, väggmodell, 1920-tal.

Under 1890-talet försökte Telegrafverket få kontroll över alla telefonnät i landet för att standardisera tekniken och minska sina administrativa kostnader. Verket skrev flera motioner om ett förstatligande av telefonväsendet, men regeringen avslog dem alla. I stället erbjöd Telegrafverket lokala nät att ansluta sig till stamnätet och då dessa inte hade råd att bygga om näten från enkeltråds- till dubbeltrådsteknik, vilket verket krävde, erbjöd sig Telegrafverket att köpa upp föreningarna. Abonnenterna ville hellre kunna ringa långt än att äga sina egna nät. Antalet telefoner som var anslutna till Telegrafverkets nät ökade från 20 % av landets telefoner år 1889 till 65 % år 1902.
År 1892–1893 anlades en telefonledning från Örebro över Karlstad och Charlottenberg till norska gränsen och 2 september 1893 öppnades telefonförbindelser med Norge. Den 6 december samma år öppnades en telefonledning från Hildesborg, nära Landskrona, till Vedbæk i Danmark. I augusti 1903 upptogs telefontrafik mellan Sverige och Tyskland. Denna trafik kunde dock inte utsträckas särskilt långt ens med dubbelledningar. Från Stockholm, Norrköping och Örebro kunde man inte komma längre än till Hamburg och Lübeck; från Göteborg nåddes även Bremen, Stettin (nuv. Szczecin) och Stralsund, medan Malmö och Helsingborg kunde nå Berlin. Med den nya Pupinspolen kunde dock trafiken börja utsträckas längre: 1909 lades Sveriges första pupiniserade kabel mellan Malmö och Lund. År 1908–1909 konstruerade två ingenjörer vid Telegrafverket, Egnér och Holmström, en starkströmsmikrofon, med vilken man under försök sommaren 1909 lyckades tala mellan Stockholm och Berlin samt mellan Stockholm och Paris. Detta krävde dock att ledningarna var felfria. Det rapporterades att de svenska samtalen med Paris kunnat höras på i stort sett alla telefonledningar i norra Tyskland. I januari 1914 togs från tysk sida initiativ till en pupiniserad dubbelledning mellan Trelleborg och Rügen. På grund av kriget kom ledningen att färdigställas först i november 1919.
Tillverkning av telefonapparater skedde sedan 1891 på Mosebacke torg i Stockholm. På grund av stigande efterfrågan öppnade man 1907 en verkstad även i Henriksborg, fram till 1913 då all tillverkning flyttades till Nynäshamn.
I Stockholm, där en tredjedel av landets abonnenter fanns, hade Telegrafverket mindre än 20 % av alla abonnenter. Resten hade SAT (som år 1888 köpt aktiemajoriteten i Stockholms Bell Telefonaktiebolag). Mellan 1890 och 1900 förekom avtalsreglerad samtrafik mellan näten, men när samtrafikavtalet löpte ut inleddes "telefonkriget" i Stockholm. Telegrafverket ville köpa upp SAT, men riksdagen ansåg att 13 miljoner kronor var ett för högt pris och att samtrafiken fungerade bra. SAT tyckte däremot att villkoren för det nya samtrafikavtalet blev för hårda, vilket resulterade i att samtrafiken upphörde den 1 juni 1903. I 15 år framöver var SAT:s abonnenter helt avskurna från övriga landet. Inte förrän efter första världskriget inleddes nya förhandlingar om ett statligt övertagande av SAT. År 1918 nåddes en överenskommelse och Telegrafverket kunde köpa SAT:s nät för 47 miljoner kronor.
Sedan första världskriget har samarbetet mellan Telegrafverket (sedermera Televerket) och LM Ericsson varit av stor betydelse för teknikutvecklingen. Genom att de två samarbetade kunde Telegrafverket få komponenter och system som praktiskt taget var skräddarsydda och LM Ericsson hade stor nytta av att från driften snabbt kunna få information om hur de nya komponenterna fungerade.
Telegrafverket fortsatte samtidigt utvecklingen av telegrafin. En snabbtelegraf med hålremsor introducerades 1913. År 1911 inrättades den första stationen för trådlös telegrafering med fartyg, vid Nya varvet i Göteborg. Verket planerade ett flertal stationer, så att hela den svenska kuststräckan skulle täckas, och 1914 byggdes Vaxholms kuststation, 1916 Härnösands telegrafstation och 1919 Bodens. Vidare anlades en centralstation med effekten 80 kW vid Karlsborg på Vätterns västra strand. Förhoppningen var att med stationen kunna upprätta telegrafförbindelse med Nordamerika, något som dock endast visade sig möjligt under gynnsamma förhållanden.
År 1918 framlades planer på ett rikskabelnät. Telefonkablar hade kommit till användning redan på 1890-talet, främst i Stockholm, där den stora mängden luftledningar tillhöriga de privata telefonbolagen omöjliggjorde ytterligare anläggning av luftledningar. På sträckan Stockholm–Göteborg var telefonlinjen anlagd utmed järnvägslinjen. Inför den förestående elektrifieringen av denna måste telefonlinjen flyttas för att undvika störande induktion från järnvägens kontaktledning. En kabel ansågs nu fördelaktigare. År 1921–24 ersattes luftledningen på sträckan med en kabel; 1924 inleddes arbetet med en kabel mellan Stockholm och Norrköping och sommaren 1926 började man lägga kabeln Stockholm–Gävle. År 1929 startade man från Norrköping söderut och nådde Nässjö samma år.
Efter att det enbart hade gått att utväxla samtal med Danmark, Norge, Tyskland och norra Finland (via Haparanda) anslöts under 1920-talet telefonnätet till allt fler länder. År 1925 blev det möjligt att telefonera till Schweiz, Tjeckoslovakien och Österrike, 1927 till Belgien, Frankrike och Storbritannien samt 1928 till Luxemburg, Nederländerna och Ungern. Året därpå drogs en kabel över Ålands hav till Finland, vilket gjorde telefonering mellan länderna möjlig. Radions utveckling möjliggjorde även radiotelefonering till länder med vilka kabelförbindelser saknades. År 1928 etablerades radiotelefoniförbindelser med Kanada, USA, Kuba och Mexiko, samt 1929 med Argentina. Redan 1923 hade Telegrafverket upprättat en radiotelegrafförbindelse med USA, via Alexanderson-sändaren i Grimeton.
I USA och Tyskland hade man i slutet av första världskriget börjat experimentera med bärvågsteknik inom telefonin och redan åren efter krigsslutet upprättades de första ledningarna med denna teknik, som innebar att flera telefonsamtal kunde utnyttja samma linje. I Sverige byggdes den första anläggningen, för sträckan Stockholm–Malmö, 1921.
Under 1920-talet inleddes även automatiseringen av telefonväxlarna. Efter Telegrafverkets inköp av AB Stockholmstelefon var grunden lagd för en enhetlig automatisering av Stockholms telefonnät. År 1924 invigdes den första automatstationen, Norra Vasa (för 5000 linjer), vid Norrtullsgatan 47 i Vasastaden. Den följdes snart av flera. Den första växeln med koordinatväljare öppnades i Sundsvall 1926. Under 1930-talet inleddes automatisering även på landsbygden. År 1949 automatiserades den första rikstelefonisträckan, men redan tidigare hade automatisk trafik införts på sträckor mellan vissa närbelägna orter med mycket trafik sinsemellan (Stockholm–Södertälje och Borås–Kinna).
På 1920-talet infördes fjärrskrivmaskiner inom telegrafin, vilka inte krävde kunskaper i telegrafering för att hanteras. Det innebar möjlighet att anlägga nät av telegrafförbindelser, där olika abonnenter kunde kopplas samman med varandra på liknande sätt som i telefonnätet. Ett system för telexmaskiner togs efterhand fram även i Sverige. Den första var en provisorisk manuell station i Stockholm, som togs i bruk i augusti 1945. Den ersattes 1946 av tre automatiska telexstationer; en huvudstation i Stockholm samt understationer i Göteborg och Malmö.
Den 25 september 1956 togs den första transatlantiska telefonkabeln i bruk.

### Mobila eran
Mobiltelesystem A (MTA) kom 1956. MTA innebar i praktiken en bakelitlur och en fingerskiva i kupén, medan radiostationen tillsammans med 30 kilo batterier fanns i bagageutrymmet. MTB (Mobiltelesystem B) kom i slutet av 1950-talet och innebar inga större förändringar jämfört med MTA. Till MTC planerades en automatisering, men tekniken var inte mogen, så Televerket beslöt sig för att avvakta. Istället lanserades MTD 1972. MTD utgjordes av en radioenhet som monterades på lämplig plats i fordonet och en manöverpanel med lur som sattes i förarutrymmet. Det satt telefonister på betjäningscentraler, initialt i Örebro, men senare även i Malmö, Trollhättan, Sundsvall, Göteborg samt Karlstad som förmedlade samtalen. När A, från mobil ville ringa till B anropades telefonisterna i betjäningscentralen som förmedlade samtalet. Den uppringande anvisades en egen kanal där sedan samtalet förmedlades. På samma sätt, när B ville få tag på A anropades A på en anropsfrekvens och anmodades gå till samtalskanalen. MTC, som hade lagts i malpåse utvecklades vidare och lanserades 1981 som NMT, Nordisk Mobiltelefoni som världens första helautomatiska mobiltelefonisystem och det man senare kom att kalla NMT450. NMT använde 450 MHz-bandet för att förmedla samtal.
Med den automatiska mobiltelefonitjänsten strömmade kunderna till. I mitten på 1980-talet tog antalet frekvenser i 450 MHz-bandet slut och det behövdes en lösning på bristen på frekvensband. År 1986 lanserades NMT900, med mindre telefoner ("bärbara" fick sitt genombrott 1990) och en batterisparfunktion som innebar att sändarstationen kunde beordra mobiltelefonen att gå ner i sändningsstyrka och därmed spara ström. Under tiden sökte man inom den Europeiska teleunionen efter en gemensam standard för mobiltelefoni på ett frekvensekonomiskt sätt. Televerket Radio ledde arbetet genom att inneha ordförandeskapet. I Sverige lanserades samtidigt först MBS - Mobilsökning och MiniCall, mobilsökningstjänster. Genom enklaste MBS-sökningen fick man reda på att någon sökte en, genom den mest avancerade (så småningom MiniCall Text) kunde man sända upp till 255 teckens textmeddelande, något som GSM-kommittén tog fasta på när man lade till något man kallade sms och som skulle klara upp till 160 tecken.
År 1992 var GSM redo för lansering. GSM stod ursprungligen för "Groupe Spécial Mobile" men fick i Sverige inledningsvis, skämtsamt betydelsen "Göteborg, Stockholm, Malmö" för dess begränsade täckning jämfört med NMT. Eftersom man insåg den globala potentialen för GSM byttes tidigt betydelsen till "Global System for Mobile Communications".

### Styckning, bolagisering och försäljning.
Under den borgerliga regeringen ledd av Carl Bildt överfördes verkets myndighetsroll den 1 juli 1992 till den nyinrättade Telestyrelsen. Telestyrelsen övertog den statliga postadministrationen från Postverket den 1 mars 1994 och bildade därmed det nya centrala ämbetsverket Post- och telestyrelsen. Teli, Televerkets egen tillverkningsindustri, såldes till Ericsson. Driften av de rikstäckande rundradio- och tv-sändarnäten överfördes från Televerket Radio till bolaget Teracom som dock fortfarande ägs av staten. Telefonkatalogverksamheten överfördes i juli år 2000 till Eniro AB som senare samma år börsnoterades.
Den återstående verksamheten inom telefoni, mobiltelefoni och datanät ombildades den 1 juli 1993 till ett nytt aktiebolag med namnet Telia AB. Staten sålde en tredjedel av bolaget när det introducerades på Stockholmsbörsen den 13 juni 2000. År 2021 uppgår svenska statens ägande i Telia till 39%.

## Logotyp och de orangea bilarna

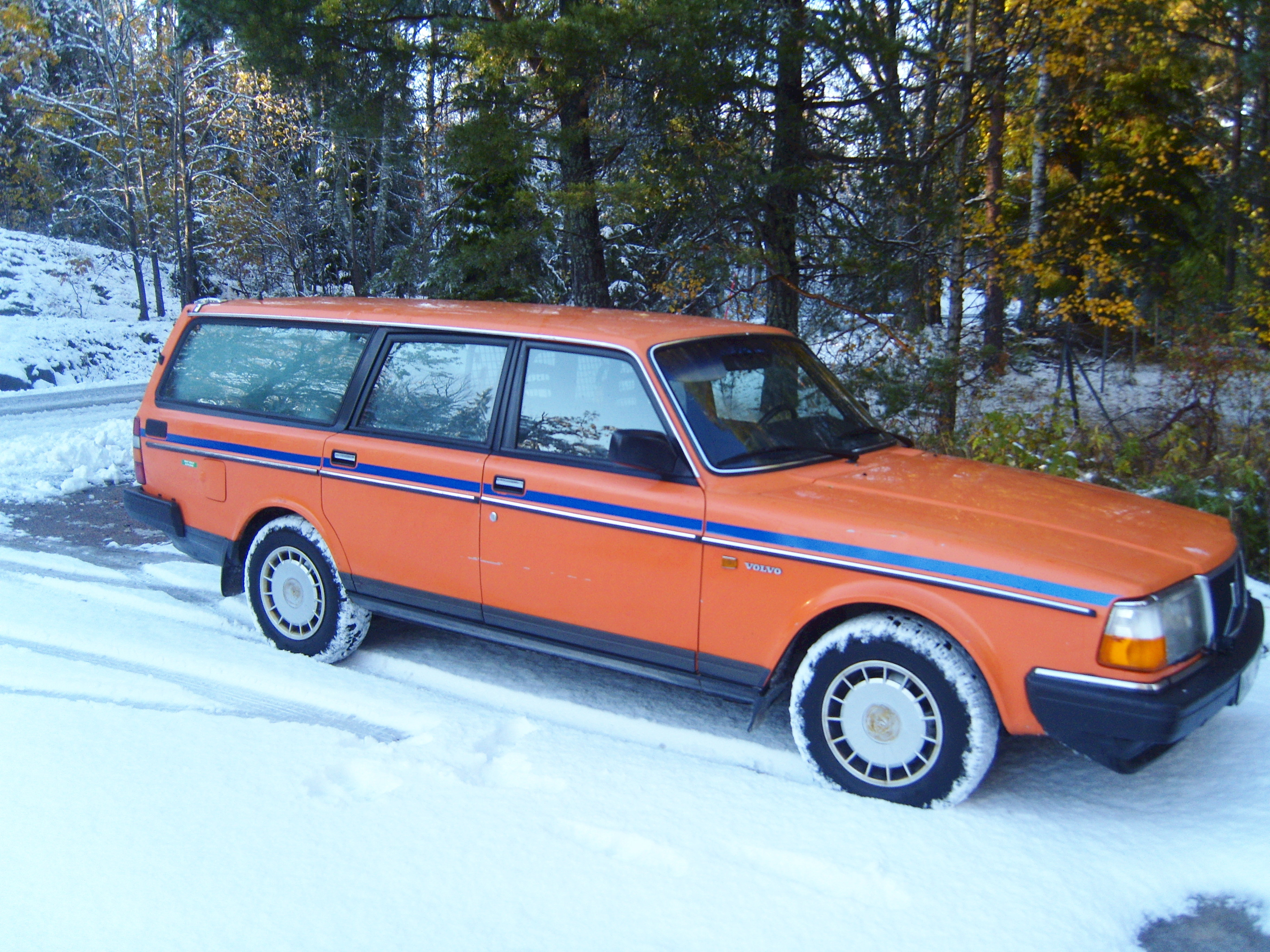
En Volvo 245, ursprungligen lackerad i Televerksorange. Den blå linjen tillkom vid bolagiseringen till Telia.

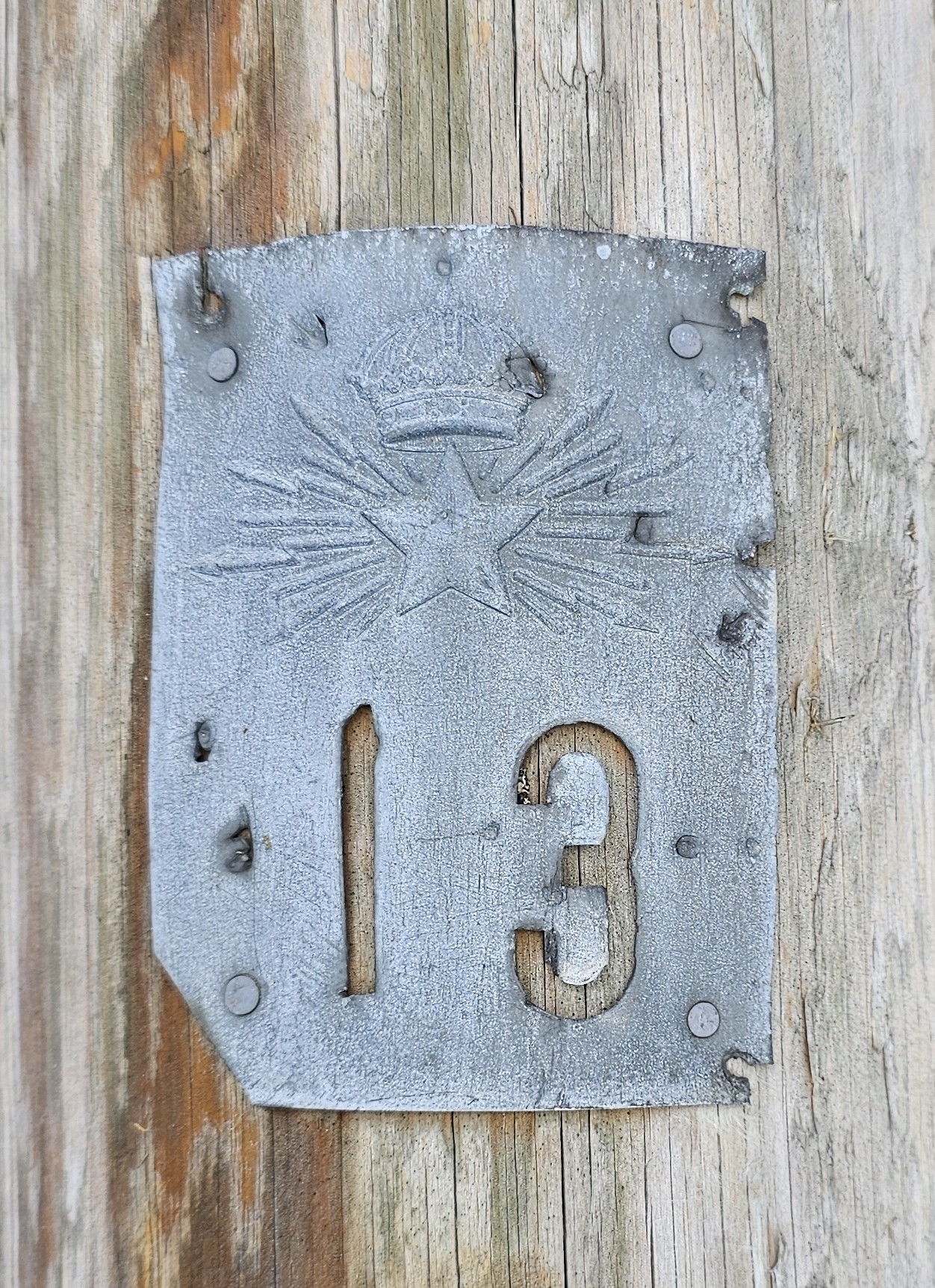
Stolpnummerskylt med Televerkets emblem, populärt kallad "krabban"

Verkets symbol och logotyp var den femuddiga nordstjärnan omgiven av åskviggar under en kunglig krona, populärt kallad "krabban". Verkets tjänstebilar hade under många år orange färg med påskriften ”TELE” i svart. Färgen valdes med speciell tanke på trafiksäkerhet: Bilen skulle synas i trafiken oberoende av väglag och årstid. Jämför färgen på livbojar och snökäppar.

## Styrelse
Verkets styrelse kallades Kungl. Telegrafstyrelsen, senare ändrat till Telestyrelsen (ej att förväxla med Post- och telestyrelsen). Normalt avsåg beteckningen Telestyrelsen den samling personer som motsvarar en bolagsstyrelse. Under en period kunde begreppet även avse en enhet om 100-tals tjänstemän, laboratorier etc som senare namnändrades till Televerkets Centralförvaltning.

## Museum
Det gamla styrelserummets interiör från det sedermera rivna Brunkebergs hotell i Stockholm byggdes upp på det numera nedlagda Telemuseum, som var samlokaliserat med Tekniska Museet. Orsaken till att Telemuseum, trots kraftiga protester från många håll, lades ned, var statens ovilja att skjuta till nödvändiga medel för den fortsatta driften, då de tidigare sponsorerna Telia och L M Ericsson av egna ekonomiska skäl drog in sina bidrag.

## Bilder
Endast Televerkets egen telefonutrustning fick anslutas till telefonnätet. Detta kallades anslutningsmonopolet och avskaffades stegvis under 1980-talet.

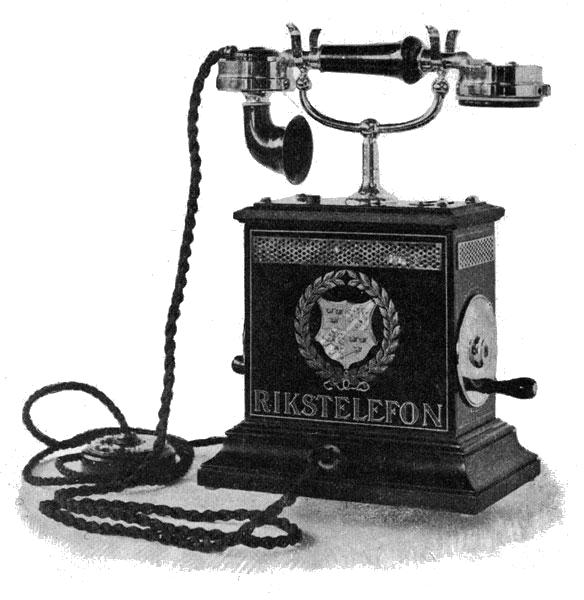
Plåttelefon, design Isak Gustaf Clason modell 1894
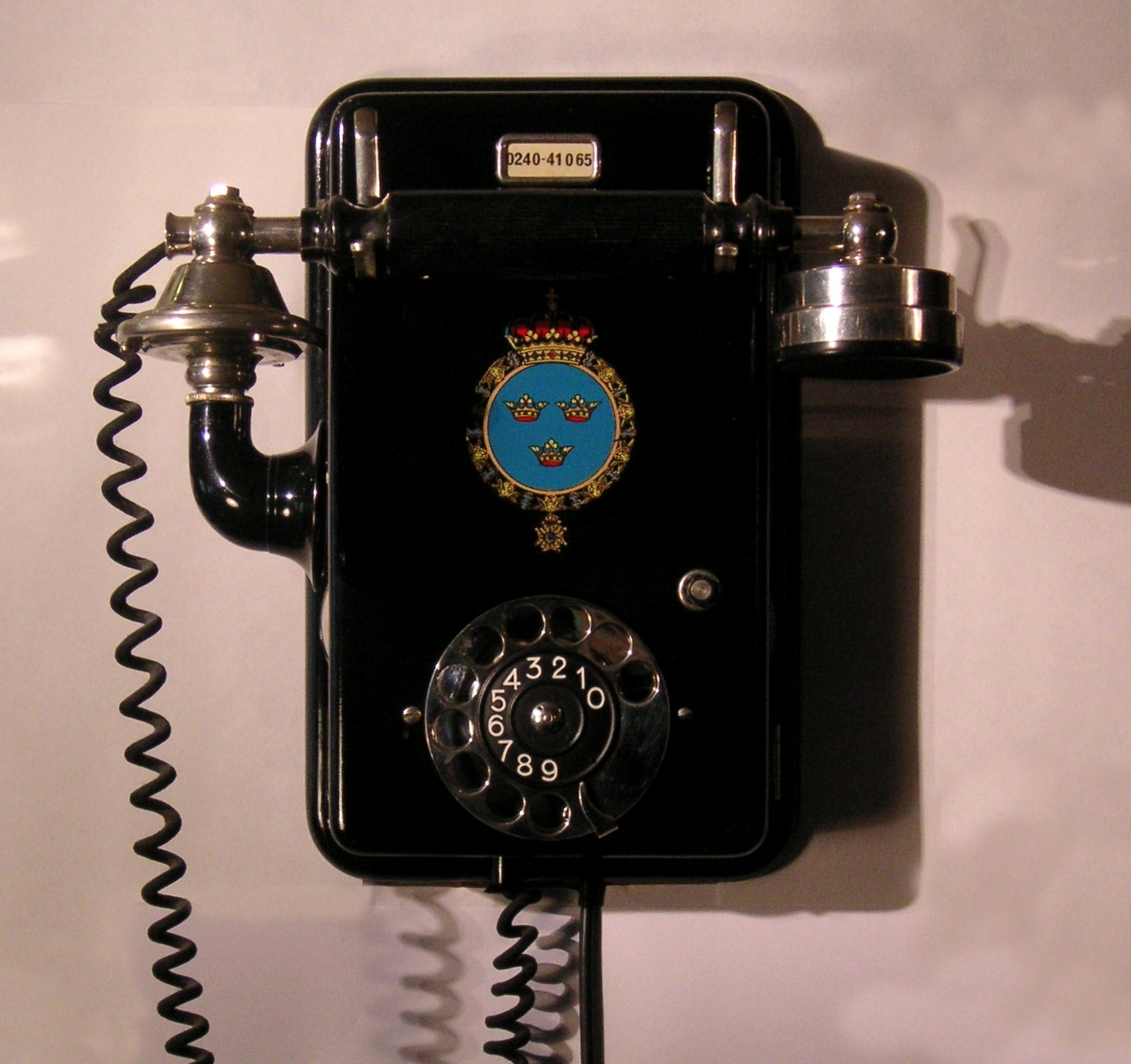
Väggtelefon modell BD 370 från 1925, spiralsladden är inte original
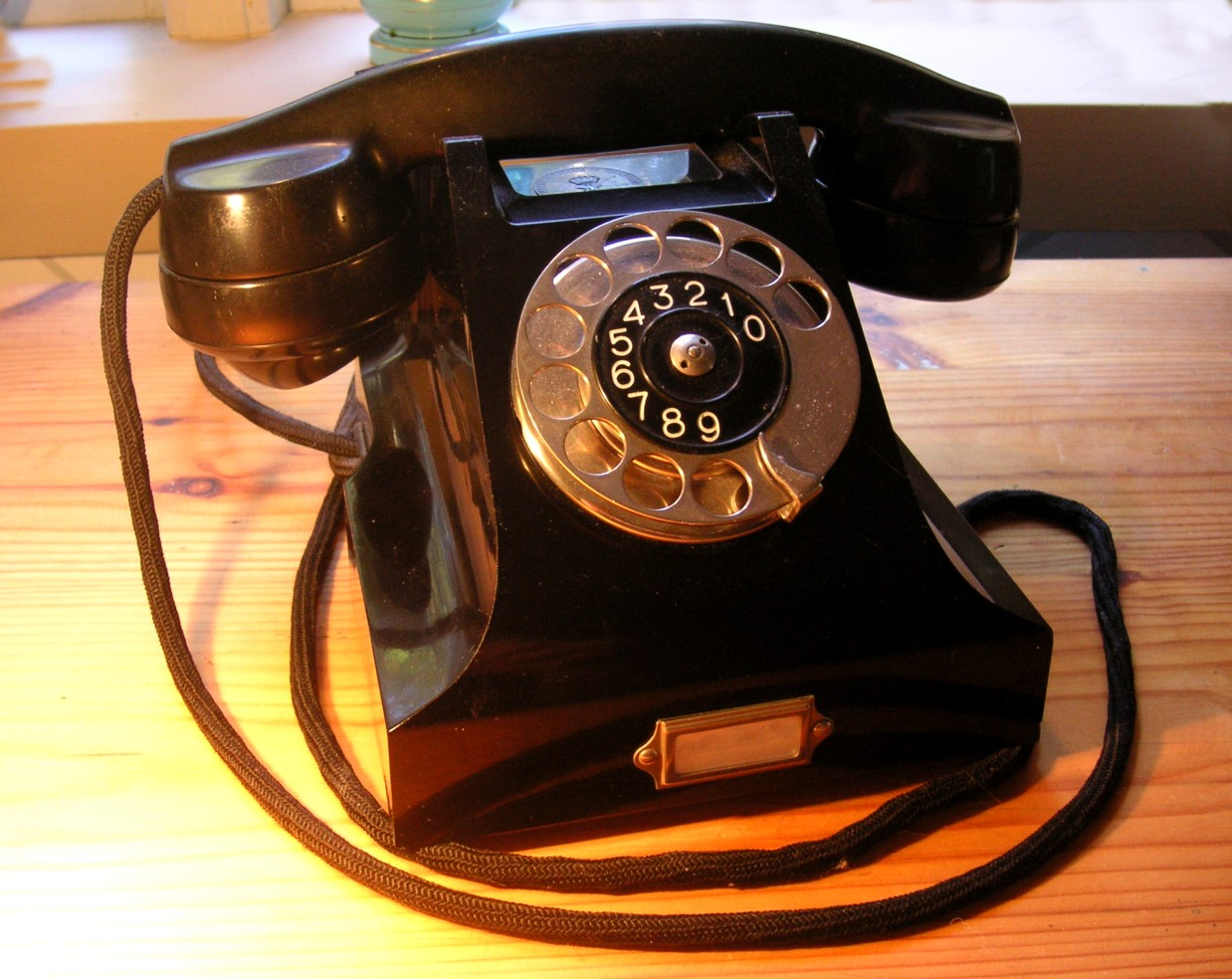
Bakelittelefon modell 1933; lur av L M Ericssons modell 1947
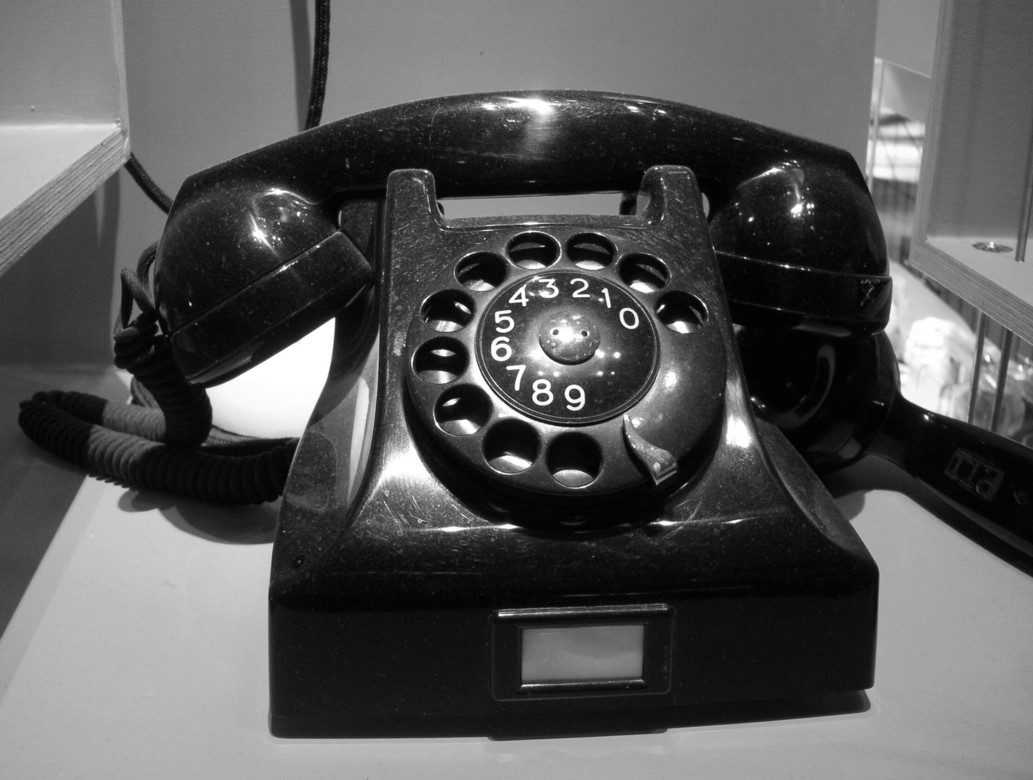
Bakelittelefon modell 1950
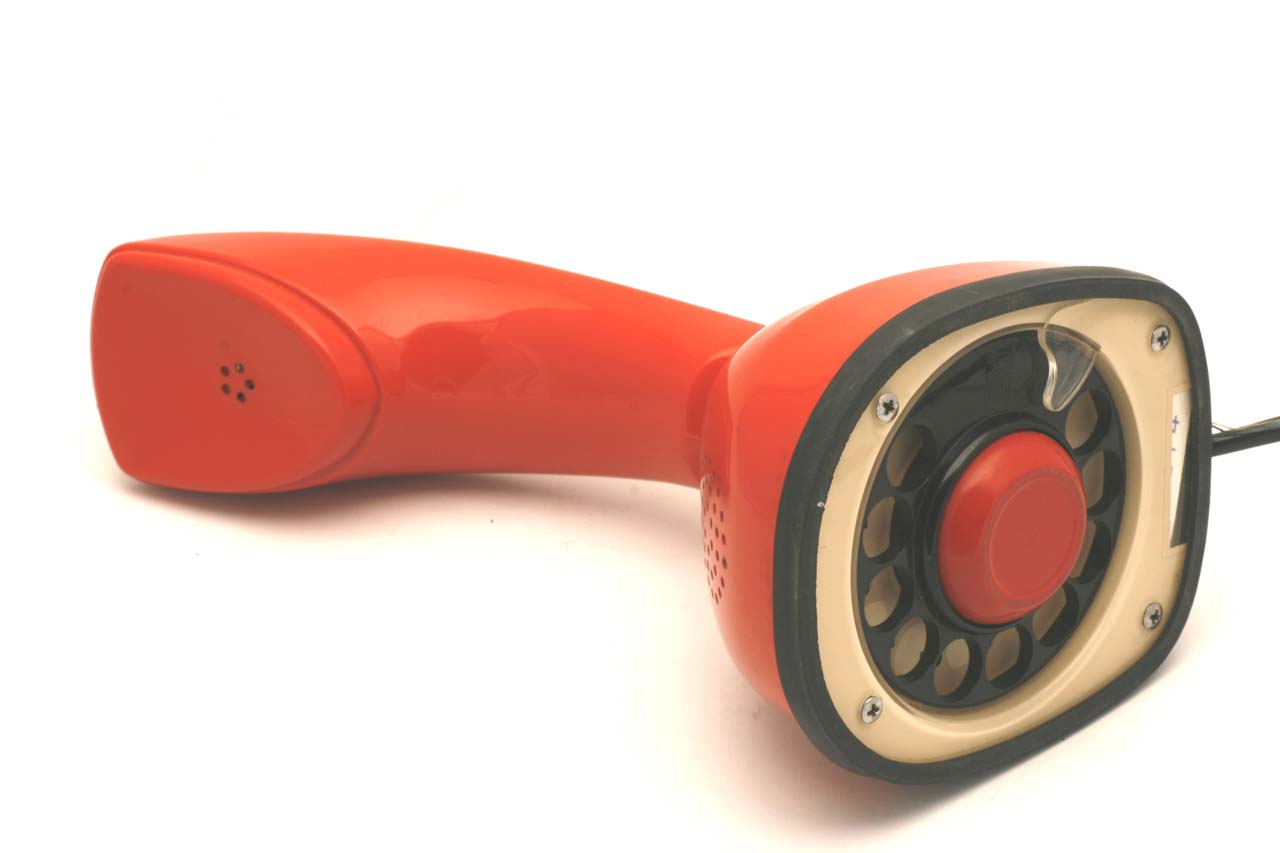
Ericofon 1956–1982
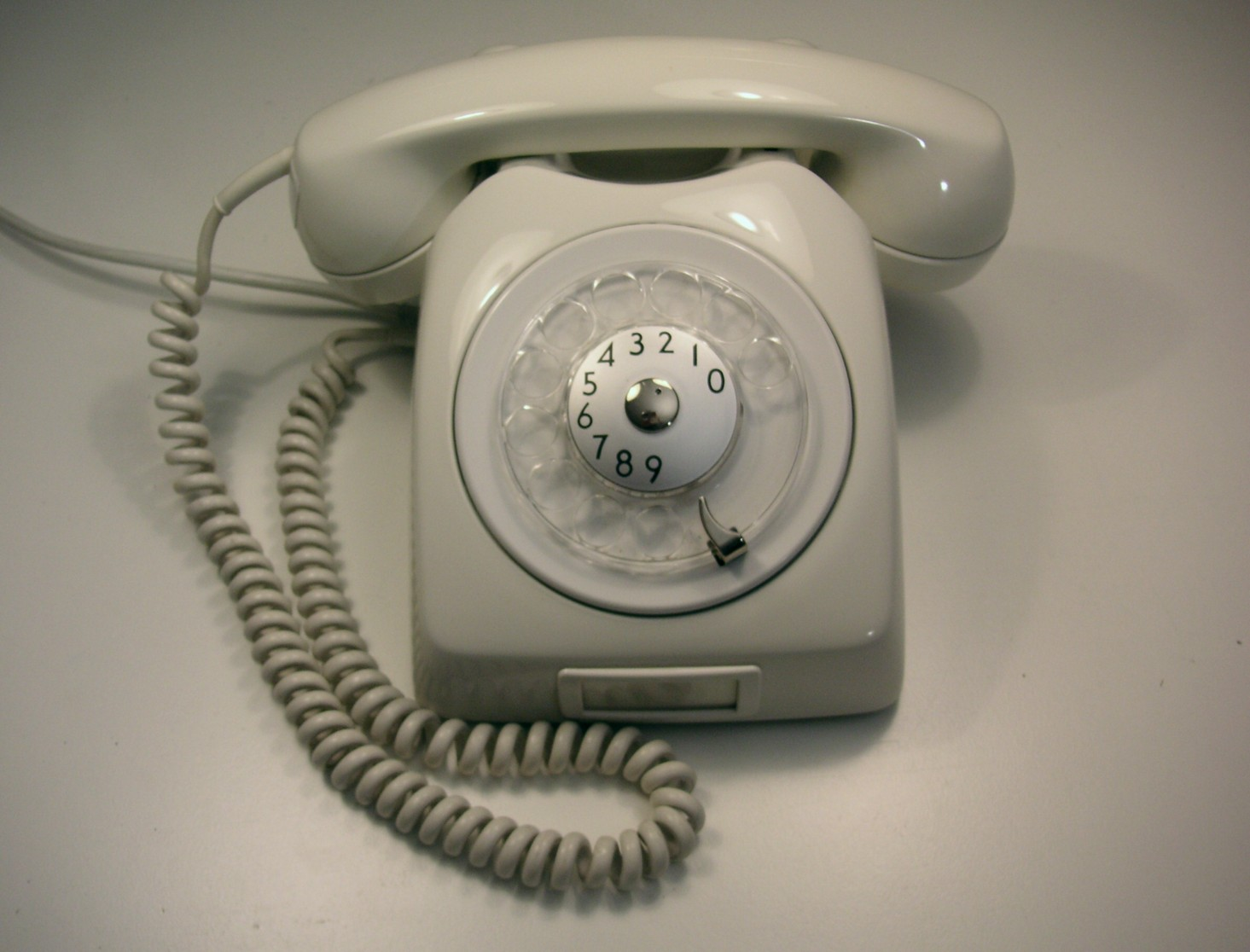
Dialog 1962–1978
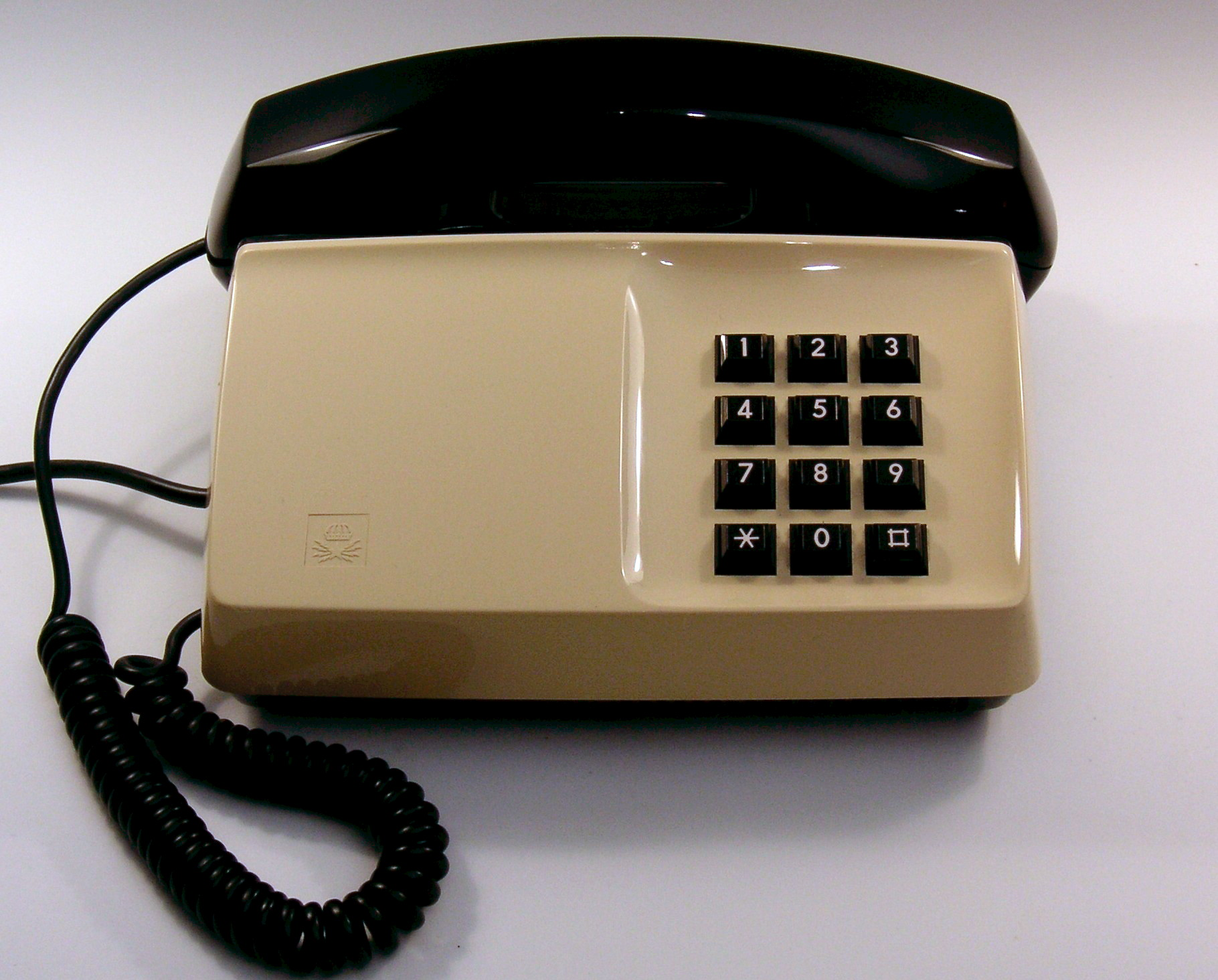
Diavox 1978–1989

## Generaldirektörer

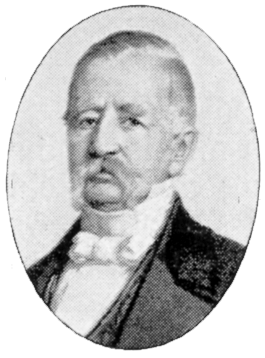
Carl Fredrik Akrell var Telegrafverkets förste chef, dock ej med titeln generaldirektör.

- Carl Fredrik Akrell, 1853–1862 (endast chef)
- Per Brändström, 1862–1874
- Daniel Nordlander, 1874–1890
- Erik Storckenfeldt, 1893–1902
- Mauritz Sahlin, 1902–1904
- Arvid Lindman, 1904–1908
- Herman Rydin, 1908–1927
- Adolf Hamilton, 1928–1938
- Helge Ericson, 1939–1942
- Håkan Sterky, 1942–1965
- Bertil Bjurel, 1966–1977
- Tony Hagström, 1977–1993

## Tillförordnade generaldirektörer
- Erik Storckenfeldt 1890–1893
- Herman Rydin 1906–1908